# آستال یواس‌ای
آستال یواس‌ای (انگلیسی: Austal USA) شرکت کشتی‌سازی آمریکایی است، که در سال ۱۹۹۹ توسط شرکت آستال تأسیس شد.